# Canis Canem Edit
Canis Canem Edit, i länder utanför PAL-regionen släppt som Bully, är ett actionäventyrdatorspel med en öppen spelvärld. Det utvecklades av Rockstar Vancouver och släpptes av Rockstar Games till Playstation 2 2006. Namnet Canis Canem är latin och betyder "dog eats dog" (hundar äter hundar).
Spelet utspelar sig på den fiktiva internatskolan Bullworth Academy. Spelaren tar rollen som studenten Jimmy Hopkins, som precis blivit placerad på skolan av sina föräldrar. Spelet handlar om Jimmy Hopkins skolgång och fokuserar mycket på hans försök att stå emot mobbning samt relationer till andra elever på skolan.
Innan spelet släpptes var det mycket demonstrationer mot Rockstar i Skottland. Till slut tappade Rockstar tålamodet. De skickade ut bilder på barn som blev mobbade av barn och sen när spelet släpptes så visade det sig att spelet inte alls gick ut på att mobba. 
På grund av demonstrationerna i Europa fick spelet namnet Canis Canem Edit i PAL-regionen, men är i övriga världen känt som Bully. 

## Remasterversion
2008 släpptes det en utökad remasterversion av spelet med namnet Bully/Canis Canem Edit: Scholarship Edition till Xbox 360 som utvecklades av Mad Doc Software och Nintendo Wii som utvecklades av Rockstar Toronto. Senare under året portades den till PC av Rockstar New England (före detta Mad Doc Software).